# 洪性夏

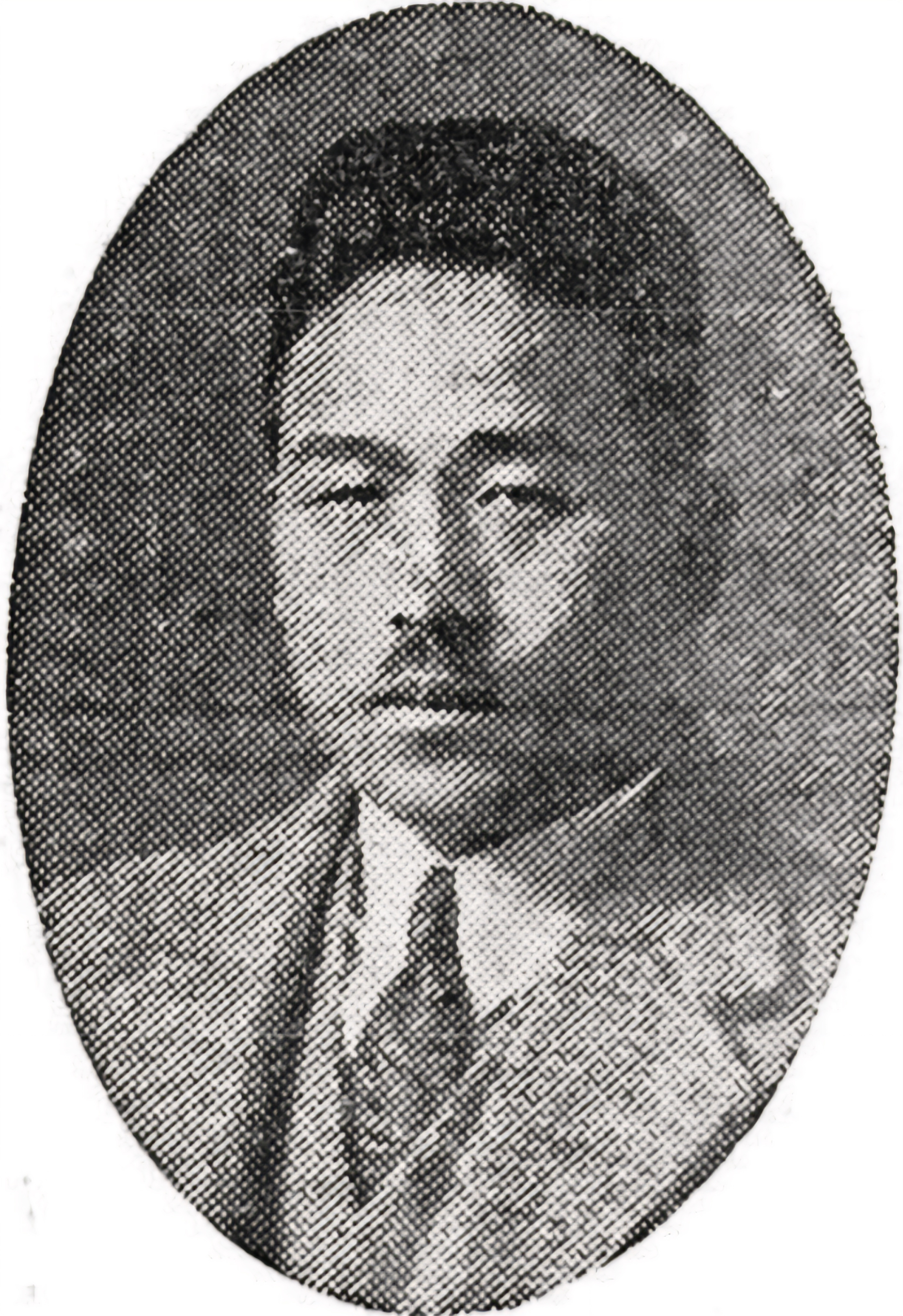
1936年ごろ

洪 性夏（ホン・ソンハ、朝鮮語: 홍성하、1898年1月15日 - 1978年）は、日本統治時代の朝鮮および大韓民国の教授、政治家、サッカー組織幹部。制憲韓国国会議員。政界では金融通として知られる。

## 経歴
慶尚南道東萊（現・釜山広域市）または全羅南道光山出身。中央大学政治科もしくは経済科卒。日本統治時代は普成専門学校（現・高麗大学校）教授・評議員、京城第一プリント社経営者を務め、解放後は韓国民主党中央執行委員・中央常務委員・労農部長・青年部長、中央労働調整委員、非常国民会議代議員、大韓国民代表民主議院特別経済専門委員、民族統一総本部宣伝部長、過度政府立法議院議員などを務めた。李承晩が大統領に就任し、ソウル東大門甲選挙区の制憲国会議員に欠員が出た後に実施した1948年の補欠選挙で、韓国民主党の候補として国会議員に当選し、国会財経委員長・金融通貨委員長・財政金融委員長・税制分科委員長を務めた。1961年以降は社団法人国民経済研究会会長、税務会計研究会会長、外資導入審議委員会委員・金通運営委員・国有財産処分委員・糧肥交換審議委員会委員・対日請求権資金管理委員会委員、貯蓄推進中央委員会会長・顧問を歴任した。
また、1949年より第8・10・11代大韓サッカー協会会長を務めた。うち第8代の任期は29日間だけで、史上最短の任期であった。

## 賞勲
文化勲章国民章、国民勲章無窮花章受章。